# Mónica Madariaga

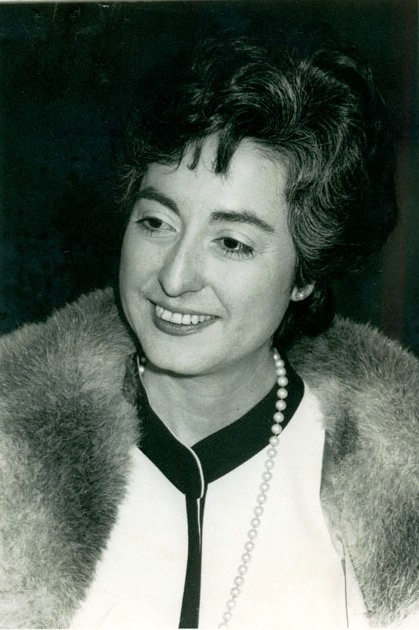
Mónica Madariaga

Mónica Madariaga Gutiérrez (* 25. Januar 1942 in Santiago de Chile; † 8. Oktober 2009) war eine chilenische Politikerin.

## Leben
Mónica Madariaga, eine Cousine des späteren Generals und Diktators Augusto Pinochet, studierte nach dem Schulbesuch Rechtswissenschaften an der Universidad de Chile und trat nach der Graduierung als Rechtsberaterin in den öffentlichen Dienst.
Kurz nach dem Militärputsch vom 11. September 1973, bei dem die Armee unter General Pinochet die sozialistische Regierung Salvador Allendes stürzte, wurde sie Rechtsberaterin der Militärregierung und empfahl Pinochet die Unterzeichnung offizieller Dokumente unter der Amtsbezeichnung „Oberster Führer der Nation“.
Aufgrund des Vertrauens der Militärführung in sie wurde sie infolgedessen 1977 zur Justizministerin ernannt und bekleidete dieses Amt bis 1983. Während ihrer Amtszeit kam es 1978 zur Verabschiedung des umstrittenen Amnestiegesetzes, das ein Jahr darauf in einer Volksabstimmung ratifiziert wurde. Dieses Gesetz sah die Straflosigkeit für vom Militärregime begangene Taten in der Zeit vom Militärputsch im September 1973 bis zur offiziellen Aufhebung des Ausnahmezustandes im März 1978 vor. Sie erklärte später jedoch, dass der Entwurf des Gesetzestextes vom damaligen Innenminister Sergio Fernández Fernández stammte. Auch wenn die Gültigkeit des Amnestiegesetzes schnell bezweifelt wurde, war es doch ein wesentlicher Bestandteil der Verfassung von 1980.
Nach einer kurzen Amtszeit als Erziehungsministerin wurde sie 1983 zur Ständigen Vertreterin Chiles bei der Organisation Amerikanischer Staaten (OAS) in Washington, D.C. Außerhalb ihres Heimatlandes und der Militärregierung sah sie nach eigenen Angaben erstmals das wahre Ausmaß der Unterdrückung der Bevölkerung Chiles. In einem 1985 gegebenen Interview mit dem oppositionellen Magazin „Analysis“ sagte sie, dass sie in einer „Regierungsblase“ gelebt hätte, die alle Opposition als „verräterisch, unehrlich und natürlich kommunistisch“ bezeichnete. In dem Interview bat sie auch die Familien der Opfer von Menschenrechtsverletzungen unter Pinochet um Vergebung. Als Folge daraus wurde sie selbst als „Verräterin“ bezeichnet und auch von ihrem Amt als Ständige Vertreterin bei der OAS abberufen.
In der 1988 durchgeführten Volksabstimmung, die den Übergang zur Demokratie vorsah, stellte sie sich auf die Seite der Opposition, die ein Ende der Militärherrschaft forderte. Sie war das einzige prominente Mitglied der Regierung, die später die Menschenrechtsverletzungen während der Herrschaft Pinochets zugab und sich auch öffentlich dafür entschuldigte. Nach der Transition in Chile war sie als Professorin tätig. Zunächst war sie Rektorin der Universidad Nacional Andrés Bello und anschließend Dekanin der Rechtswissenschaftlichen Fakultät der Universidad de Artes, Ciencias y Comunicación (UNIACC).
Trotz dieser nunmehr akademischen Laufbahn schied sie nie vollständig aus dem politischen Leben aus, sondern kandidierte 1997 noch erfolglos als unabhängige Kandidatin für den Senat des Nationalkongresses und war außerdem häufiger Gast in politischen Talkshows. Madariaga, die eher dem rechten politischen Spektrum zugehörig war, war dennoch Anhängerin der Mitte-links-Regierung der heutigen Präsidentin Michelle Bachelet. Diese unterstützte sie insbesondere bei deren Kampagnen zur Krebsvorbeugung, zumal sie selbst lange Jahre an Brustkrebs erkrankt war.
Sie blieb letztlich bis zu ihrem Tod eine spaltende Persönlichkeit im politischen Leben Chiles und verursachte zuletzt eine Kontroverse im Vorfeld der Präsidentschaftswahlen vom Dezember 2009. Sie erklärte öffentlich, dass sie dem letztlich zum Präsidenten gewählten Kandidaten Sebastián Piñera 1982 half, einer Anklage wegen Betruges zu entgehen, als er Direktor der zusammengebrochenen Bank von Talca war.